# Marjan
Marjan je moško osebno ime, različica imena Marijan.

## Izvor imena
Ime Marjan izhaja iz latinskega imena Marianus, ki ga nekateri razlagajo kot izpeljanko iz latinskega imena Marius. Ime Marius se je skupaj z različico Marinus povezuje z latinskima besedama mare v pomenu »morje« in marinus v pomenu »morski«. Drugi pa ime Marjan povezujejo z imenom Marija. Marianus bi bilo tako pridevniško ime v pomenu »Marijin, nanašajoč se na Marijo« 

## Različice imena
- moške različice imena: Marian, Mariano, Marij, Marijan, Marijanček, Marijano, Marijo, Mario, Marislav, Marjo, Marjančo, Marjanko
- ženske različice imena: Marijana, Marijanca, Marjana, Marjanca
- narečna oblika: Marjon

## Pogostost imena
Po podatkih Statističnega urada Republike Slovenije je bilo na dan 31. decembra 2007 v Sloveniji število moških oseb z imenom Marjan: 13.625. Med vsemi moškimi imeni pa je ime Marjan po pogostosti uporabe uvrščeno na 9. mesto.

## Osebni praznik
V koledarju je 17. januarja Marijan mučenec iz 3. stoletja; 19. avgusta Marijan puščavnik, ki je umrl v začetku 6. stoletja in  1. decembra Marijan mučenec iz Rima.